# Chimarrogale platycephalus
Chimarrogale platycephalus es una especie de musaraña de la familia soricidae.

## Distribución geográfica
Es endémica del Japón.